# Uhnaagiin Hürelsüh
Uhnaagiin Hürelsüh (Mongools: Ухнаагийн Хүрэлсүх, ook wel geschreven als Khürelsükh Ukhnaa) (Ulaanbaatar, 14 juni 1968) is vanaf 25 juni 2021 de zesde president van Mongolië. Van oktober 2017 tot januari 2021 was hij premier van Mongolië.

## Levensloop
Hürelsüh werd in 1968 geboren in de Mongoolse hoofdstad Ulaanbaatar. In 1985 studeerde hij af aan de middelbare school en in 1989 voltooide hij zijn opleiding politieke studies aan de "Damdin Sühbaatar Universiteit van Defensie". In 1989 diende hij als politiek afgevaardigde in het Mongools leger; kort daarna nam hij ontslag om zijn partijlidmaatschap te behouden (in 1990 diende het Mongools parlementaire lidmaatschap losgekoppeld te worden van andere ambten). Later studeerde hij bestuurskunde en management-development aan de Nationale Universiteit van Mongolië, waar hij respectievelijk in 1994 en 2000 afstudeerde. In 1990 werd hij lid van de Mongoolse Volkspartij en verkreeg bekendheid vanwege het organiseren van protesten en hongerstakingen. Hij werd vier keer verkozen in het parlement van Mongolië (in 2000, 2004, 2012 en 2020). Hij was van 2004 tot 2006 de Minister voor Noodsituaties, van 2006 tot 2008 de Minister van Professionele Inspectie tussen 2014 en 2017 de vice-premier van het land. Bovendien was hij van 2008 tot 2012 de secretaris-generaal van de Mongoolse Volkspartij en van 2017 tot 2021 de voorzitter van deze partij.
Hij is gehuwd met Bolortsetseg Hürelsüh en heeft twee dochters.
- Gemeinsame Normdatei: 1236732979
- Library of Congress Control Number: n2022021875
- Virtual International Authority File: 4499162608690949820001